# 西原一義
西原 一義（にしはら かずよし、1948年3月3日 - ）は、日本の実業家。西原商会創業者・名誉会長。食品産業功労賞受賞。

## 人物・経歴
鹿児島県出身。1966年鹿児島県立鹿児島工業高等学校卒業。電気工事会社の技術者を経て、1971年に父・西原喜一郎らとともに西原商会を創業。全国展開や製造子会社の吸収により急速に事業を拡大させ、2012年に西原商会会長に退いた。2023年食品産業功労賞受賞。

## 親族
- 西原商会社長の西原一将は長男[1]。